# Olearia hooglandii
Olearia hooglandii là một loài thực vật có hoa trong họ Cúc. Loài này được J.Kost. mô tả khoa học đầu tiên năm 1966.